# Ultron
Ultron (o Ultrón en España) es un supervillano ficticio que aparece en los cómics publicados por Marvel Comics. El personaje fue creado por el escritor Roy Thomas y el artista John Buscema, e inicialmente hizo su debut como personaje sin nombre en The Avengers # 54 (1968), con su primera aparición completa en The Avengers # 55 (1968). Es un robot consciente de sí mismo y altamente inteligente creado por Hank Pym, quien desarrolla un complejo de dios y un resentimiento contra Pym y la raza humana. El objetivo de Ultron de destruir a la humanidad lo ha llevado a un conflicto repetido con los Vengadores.
El cuerpo físico de Ultron está hecho de una aleación duradera y ha manifestado varios superpoderes. Estos varían entre diferentes historias, pero generalmente incluyen fuerza, velocidad y agilidad sobrehumanas, vuelo y proyección de energía. El personaje generalmente opera solo o acompañado por legiones de copias de su propia forma robótica conocidas como Centinelas Ultron. Sin embargo, Ultron también ha formado parte de varios equipos de supervillanos. Ultron se destaca por ser el primer personaje de Marvel Comics en manejar el adamantium de aleación de metal ficticio y por su creación (en la historia) del personaje de Marvel Comics, Visión.
Ultron, que debutó en la Edad de Plata de los cómics, ha aparecido en los productos de Marvel en diferentes medios, como series de televisión animadas y videojuegos. Tom Kane y Jim Meskimen son los actores más destacados para proporcionar la voz del personaje. Ultron hizo su debut de acción en vivo en la película del Universo Cinematográfico de Marvel para Avengers: Age of Ultron (2015) interpretado por James Spader y será el villano de Los Vengadores y volverá interpretar por última vez en una miniserie de Disney + para Vision Quest (2026) y será el villano de su hijo. Una versión alternativa de la línea de tiempo de Ultron de UCM apareció en la serie animada de Disney+ ¿Qué pasaría si...? (2021), con la voz de Ross Marquand.

## Historial de publicaciones
El personaje apareció inicialmente como un personaje sin nombre en un cameo en The Avengers # 54 (1968), con una primera aparición completa en Avengers # 55 (1968). Ultron fue creado por el escritor Roy Thomas y el artista John Buscema. Thomas, quien ha reconocido que encuentra difícil nombrar a los personajes, dijo que le gustó el sufijo-tron y se fue de allí. Thomas dijo que la idea del personaje y su apariencia se basaban en gran medida en Makino, un villano robótico que apareció en un número del cómic de Captain Video. Le gustó la sonrisa maliciosa del robot, mostrándole esto a Buscema.

## Biografía

### 1960s
Aunque Ultron aparece por primera vez en Avengers # 54 (1968), el personaje está disfrazado en la mayoría de los casos como Capucha Carmesí, con su rostro solo revelado en la última página del tema y no se le ha dado ningún nombre. El personaje dirige a los Maestros del Mal contra los Vengadores, habiendo hipnotizado a Edwin Jarvis para que trabaje para él. En la siguiente edición de Avengers # 55 (agosto de 1968), el personaje se identifica como Ultron-5, el Automatismo Viviente. En Avengers # 57–58 (octubre-noviembre de 1968), una secuencia de flashback reveló que Ultron creó al "synthezoide", Visión como arma para destruir a los Vengadores. La Visión, que tiene los patrones cerebrales de Hombre Maravilla, destruye a Ultron con la ayuda de los Vengadores.
Otros flashbacks revelan que Ultron es la creación de Hank Pym y se basa en los patrones cerebrales de Pym. El robot desarrolló gradualmente su propia inteligencia y se rebeló, y casi de inmediato desarrolla un complejo de Edipo, por lo que siente un odio irracional hacia Hank y demuestra un interés en la Avispa (Janet van Dyne). Reconstruyéndose, aprendiendo a encenderse y actualizándose cinco veces, Ultron luego hipnotiza y le lava el cerebro a su "padre" para que olvide que el robot alguna vez existió.
La próxima aparición del personaje es en Avengers # 66–68 (julio – septiembre de 1969), donde el personaje, ahora refiriéndose a sí mismo como Ultron-6, usa la aleación ficticia adamantium para actualizar su cuerpo a un estado casi indestructible y toma el nuevo nombre. Ultimate Ultron. Sus planes para destruir a la humanidad son nuevamente frustrados por los Vengadores.

### 1970s
Una historia cruzada entre Avengers # 127 (septiembre de 1974) y Fantastic Four # 150 (septiembre de 1974) presenta a Ultron (como Ultron-7), recreado por Maximus con el cuerpo del androide Omega, atacando la boda de la Inhumana Crystal y el Vengador Quicksilver, y luchando contra los Vengadores, los Inhumanos y los Cuatro Fantásticos antes de ser destruido una vez más. El siguiente personaje aparece en Avengers # 161–162 (julio – agosto de 1977) como Ultron-8, donde es responsable de la creación de Yocasta como una novia robótica. Poco después, en Avengers # 170–171 (abril-mayo de 1978), los Vengadores, con la ayuda de Ms. Marvel, luchan y derrotan a Ultron-8.

### 1980s
Sus próximas apariciones son en Avengers # 201–202 (noviembre a diciembre de 1980) como Ultron-9 y en Marvel Two-In-One # 92–93 (octubre a noviembre de 1982) como Ultron-10; ambas apariciones presentan héroes con lavado de cerebro que se recrean y luego derrotan a la amenaza robótica. Después de haber sido recreado brevemente como Ultron-11 por Beyonder y aparecer en Battleworld durante las Secret Wars, y por un breve encuentro con la Cosa, Ultron es destruido de nuevo. La Cosa, sin embargo, lleva la cabeza de Ultron de regreso a la Tierra como un recuerdo. La cabeza de Ultron-11 se cae y se olvida por la Cosa cuando hay un ataque de los alienígenas Espectros Terribles.
Una nueva versión, conocido como Ultron-12, entra en una alianza con Segador y los aliados del villano (Nekra; Goliath Erik Josten; Hombre Mono y Black Talon) en un intento por destruir a Hombre Maravilla. Aunque los villanos son derrotados por los Vengadores de la Costa Oeste, Ultron-12 comienza a formar una relación con su "padre" Henry Pym. Ultron-12 comienza a llamarse Ultron Mark 12, en un esfuerzo por sonar más humano. Al reconstruirse, Ultron-11 entra en conflicto con Hank y Ultron-12. Con la ayuda de Hombre Maravilla, destruyen a Ultron-11. Ultron-12 se desactiva, pero le dice a Pym que estaba contento de poder ayudarlo a salvarlo.

### 1990s
El Doctor Doom reconstruye a Ultron usando una combinación de todas las personalidades anteriores de Ultron con una dosis particularmente fuerte de Ultron-12, creyendo que esta mezcla hará que Ultron sea un subordinado. En cambio, las 12 iteraciones coexisten como personalidades separadas, lo que resulta en una forma de locura que culmina con la mutilación de Ultron-12 en un intento de eliminar algunas de sus otras personalidades. Karnak, Daredevil y Gorgon destruyen a Ultron cortándole los cables del cuello.
Otra versión, conocido como Ultron-13, aparece y es detenido por los Vengadores de la Costa Oeste. Después de escapar del cautiverio, esta versión intenta obtener una nueva forma de vibranium llamada Nuform, pero es rechazada por los esfuerzos combinados de Iron Man, Pantera Negra y Spider-Man. Ultron-13 aparece brevemente como cautivo de un Doombot altamente avanzado, pero se libera cuando el Doombot es derrotado por Deathlok.
Ultron-13 se escapa de la prisión y se actualiza a Ultimate Ultron (técnicamente Ultron-14), y captura a Pájaro Burlón de la Costa Oeste para usar los patrones cerebrales de Pájaro Burlón para crear el nuevo compañero robótico Alkhema. Alkhema ayuda a Ultron, pero ambos son finalmente arrojados al espacio a través de un truco de la Visión. El personaje reaparece con Alkhema, y juntos planean crear un "invierno volcánico" colocando bombas debajo de varios volcanes. Los Vengadores de la Costa Oeste detienen al par una vez más, y Alkhema se rebela y abandona a Ultron. Otra versión, conocido como Ultron-15, se encuentra en la Visión, pero se descubre que se ha "infectado" por la emoción humana y se está deteriorando gravemente, mostrando síntomas que se parecen al alcoholismo. Esta iteración y Yocasta deciden explorar el mundo con la Visión por un tiempo.
Después de un breve cameo como Ultron-17, el personaje - con la ayuda de Ultron-16- mata a la población del estado ficticio de Slorenia, perfeccionando un proceso que le permite controlar un vasto ejército de drones Ultron (principalmente de acero de titanio y una décima parte del ejército de Adamantium secundario), mientras intentaba adquirir neuronas patrones de su 'familia' - Pym, Janet, la Visión, el Hombre Maravilla, la Bruja Escarlata y el Segador para crear una nueva "familia" de robots que le permitiría crear una gama más diversa de personalidades. Sin embargo, finalmente es derrotado por los Vengadores. Goliath usa el vibranium contra él, reconociendo su propia culpa y repudiando la creencia de que la persona retorcida de Ultron refleja sus propios pensamientos más oscuros.

### 2000s
Los Vengadores descubrieron que las creaciones de Ultron (Visión, Yocasta y Alkhema) tienen un programa secreto incluido: están inconscientemente obligados a reconstruir a Ultron. En este caso, es Alkhema quien reconstruye involuntariamente a Ultron cuando intenta crear una nueva especie de bio-synthezoides. Sin embargo, Ultron-18 está compuesto de acero, no de adamantium, y se destruye cuando la base subterránea de Alkhema explotó después de que Hawkeye le disparara a Alkhema con una flecha de vibranium a petición de Alkhema. La cabeza de Ultron fue recuperada por Antígona, una niña artificial y una de las synthezoides.
Iron Man encuentra una versión de una versión antigua de la armadura de Iron Man y la cabeza de Ultron-18 que dirige al culto conocido como los Hijos de Yinsen en un intento de conquista a través de la religión. El personaje es derrotado por Iron Man y Yocasta. Otra versión (posiblemente Ultron-13) crea al cyborg Victor Mancha como un agente durmiente contra los Vengadores. Mancha, sin embargo, se rebela y se une a los Runaways. Esta versión se presenta primero como "Doctor Doom" antes de revelarse, y es derrotada en una batalla contra los Runaways y Excelsior.
Cuando Marvel lanzó un nuevo título llamado The Mighty Avengers por Brian Michael Bendis y Frank Cho, Ultron interactúa con la armadura de Iron Man, que se había integrado con la biología de Tony Stark. Esto permite que el programa de Ultron transforme a Iron Man en una nueva versión que tiene el aspecto de la Avispa aunque con una piel metálica. Esta versión toma el control de la tecnología de Iron Man. Él mata a Lindy Reynolds, causando que Sentry luche contra Ultron, casi arrancándole la cabeza. Esta versión es finalmente destruida por el Nuevo Vengador Ares utilizando un virus informático (creado por el agente Skrull Criti-Noll que se hace pasar por Hank Pym) para borrar el programa de Ultron de la armadura de Iron Man, lo que hace que Stark vuelva a la normalidad. La imagen de Ultron más tarde aparece brevemente en una de las computadoras de su fabricante.
Sin embargo, este no fue el final de Ultrón, ya que su conciencia sin cuerpo fue arrojada a las profundidades del espacio. Pasó unos meses flotando por el cosmos como ondas de radio y energía. Finalmente, su señal fue captada por un grupo periférico de Phalanx que intentaba ponerse en contacto con su raza matriz, la Technarchy. Fascinado por lo que encontró, Ultron decidió que la Falange carecía de dirección de una conciencia singular y que sería perfecto para el papel. Por pura fuerza de voluntad, se fusionó con la programación de Phalanx. A su vez, la Falange veía a Ultron como el padre compasivo que habían anhelado. Bajo la guía de Ultron, la Falange comenzó la Aniquilación: Conquista al invadir el espacio Kree. Más tarde, tomando el control del cuerpo de Adam Warlock, Ultron espera alcanzar la "verdadera perfección tecno-orgánica", pero finalmente es forzado a abandonar el cuerpo de Adam por Warlock de la tecnarquía y luego es destruido en combate por Wraith y Quasar.
En la serie limitada Avengers / Invaders, se revela que los Life Model Decoys de S.H.I.E.L.D. han sido parcialmente reemplazados por versiones de Ultron. Cuando la Antorcha Humana original aparece en el presente, parasitan secretamente la fisiología única del Androide Antorcha Humana y se vuelven más humanos. Sin embargo, los súper equipos combinados (pero principalmente la Antorcha Humana), descubren el plan y destruyen los androides.

### 2010s
En los Mighty Avengers, se muestra que Ultron se infiltra en Yocasta y la Infinita Mansión de los Vengadores. Se llama Ultron Pym y busca matar y reemplazar a su padre antes de usar su Mansión Infinita para conquistar el universo. Pym eventualmente le ofrece a Ultron un compromiso, permitiendo que Yocasta se convierta en la novia de Ultron, con la condición de que Ultron se destine al ultraespacio. Ultron está de acuerdo, pero advierte que algún día será gobernante de todos.
En The Avengers, el equipo visita un posible futuro en el que Ultron destruye a casi toda la humanidad. Kang el Conquistador intenta reclutarlos para derrotar al enemigo robótico, pero otro grupo de héroes y villanos, arrancados de todas partes del tiempo y el espacio, termina destruyendo esta versión.
Más tarde, también en Avengers, un grupo de supervillanos súper inteligentes descubren el cuerpo inerte de un Galadorian Caballero Espacial e intentan reactivar su fuente de energía, con la esperanza de explotar. Aunque los Vengadores interrumpen sus intentos, el cuerpo se activa, revelando que la conciencia de Ultron estaba contenida en su interior y había escapado a la destrucción después de la Aniquilación: conquista. La nueva versión se escapa y Iron Man prevé gravemente que cuando regrese, traerá el apocalipsis para la humanidad.
Durante la historia de Age of Ultron, que tiene lugar en un universo alternativo, Ultron ha regresado y conquista el mundo mientras lo reconvierte lentamente en su imagen. Sus centinelas Ultron están vigilando las calles en busca de fugitivos. Hawkeye se encuentra con los Centinelas Ultron mientras rescataba al Superior Spider-Man, pero se las arregla para destruir a los Centinelas Ultron presentes. Más tarde se revela que Ultron está realmente en el futuro y ha estado usando la Visión como un conducto para castigar a la humanidad. Mientras que un equipo de ataque viaja hacia el futuro para luchar contra Ultron, Wolverine y la Mujer Invisible retroceden en el tiempo para matar a Pym antes de la creación de Ultron en primer lugar. Esto da como resultado un mundo donde Tony Stark controla un ejército de drones robóticos y Morgan le Fay ha conquistado la mitad del mundo. Viajando en el tiempo una vez más, Wolverine logra detenerse para matar a Pym, y Wolverine, Pym y Susan Storm tienen un plan diferente. Este plan da como resultado un resultado diferente de la confrontación previa entre los Vengadores y la Inteligencia: una 'puerta trasera' instalada en Ultron en su creación original permite que Hank y Iron Man destruyan el robot, evitando los eventos que llevaron a la "Era de Ultron".
Más tarde se reveló que años antes, los Vengadores habían atrapado una iteración no identificada de Ultron en el espacio profundo después de sellarlo dentro de un Vibranium Quinjet. En el presente, el choque de Quinjet aterriza en Titán, liberando a Ultron. Al secuestrar la computadora ISAAC, transforma Titán en Planeta Ultrón, y lanza un plan para infectar a todo el universo con un virus de nanita que transforma criaturas orgánicas en Centinelas Ultron. La confrontación subsiguiente con los Vengadores lleva a Ultron a fusionarse inadvertidamente con su creador, transformando a los dos en un híbrido humano / máquina. La creación resultante que juega con el auto-odio de Hank por su propia debilidad humana provoca la aceptación de este nuevo estado. Él es derrotado cuando los poderes de Starfox obligan a Ultron a amarse a sí mismo, lo que hace que la parte de Ultron que ahora es Hank acepte sus antiguas debilidades y defectos, mientras que el villano sufre una crisis mental y huye al espacio.
Como parte de la marca "All-New, All-Different Marvel", la forma fusionada de Ultron con "Hank Pym" resurgió. Mientras regresaba a la Tierra, Pym ayudó a la tripulación de una nave espacial que estaba siendo atacada por un insecto alienígena hostil. Después de subir a bordo de la nave espacial, Hank se presentó a sí mismo junto con su "amigo" Ultron a la tripulación. Más tarde regresa a la Tierra, donde la Avispa y el Capitán América descubren que Ultron ha tomado el control completo y está usando la cara de Pym para engañar a los viejos amigos de su creador. Después de que Ultron incapacita a Deadpool, Cable y la Antorcha Humana, la Avispa inicia el Protocolo de Ícaro y se llama a Iron Man para ayudar a detener a Ultron con la ayuda de la Armadura Hulkbuster. Los Vengadores terminan derrotando a Ultron hundiendo el híbrido en el sol, pero tanto Hank como Ultron sobreviven y continúan luchando entre sí internamente.
Durante la historia del Imperio Secreto, la forma fusionada de Ultron había establecido una base en un bosque no identificado. Al ser alertado por el acercamiento del grupo de trabajo de Sam Wilson por una versión robot de Edwin Jarvis, Ultron decide darle a su "familia" una cálida bienvenida. Cuando el equipo de Tony Stark AI y el equipo del Capitán América se enfrentan, son capturados por Ultron, quien obliga a ambos equipos a sentarse a la mesa. Ultron argumenta que está haciendo esto porque los Vengadores se han convertido en una familia menos a lo largo de los años, ya que muchos de ellos saltan para obedecer al Capitán América o a Iron Man a pesar de la experiencia pasada que confirma que esto debería ser una mala idea, pero los AI de Tony Stark responden. que la única razón por la que el equipo falló como familia fue debido al ataque de Hank Pym a la Avispa. Indignado, Ultron casi ataca a los otros héroes, pero Scott Lang es capaz de hablar con él argumentando que Pym sigue siendo su propia inspiración. Ultron permite que el equipo de Tony Stark AI se vaya con el fragmento, argumentando que dejará los planes del Capitán América solo con Hydra, ya que parece ser la mejor oportunidad para la paz mundial.
Durante la Cuenta Atrás del Infinito, Ultron descubre que las Gemas del Infinito fueron restauradas y comenzó una búsqueda para recolectarlas todas. Él va a reclamar la Gema del Alma, mientras que los extraterrestres que infectó con su virus son enviados a la Tierra para tomar la Gema Espacial de Wolverine, y mientras fallaron en su tarea, Ultron pudo robar la gema del alma de Magus después de despiadadamente matándolo. Sin saberlo, Ultron, sin embargo, al reclamar la Gema del Alma, el fragmento que es del alma de Hank, entró en el Mundo del Alma donde es recibido por el fragmento del alma de Gamora, quien reveló que iba a estar atrapado allí para siempre. Ultron también ha controlado completamente el planeta Saiph con híbridos Ultron y ha capturado al Silver Surfer. Cuando Adam Warlock fue a Saiph, descubre que los híbridos infunden la Gema del Alma en la frente del surfista al mismo tiempo que intenta transformarlo en un híbrido Ultron.

## Poderes y habilidades
La apariencia visual y los poderes de Ultron han variado, pero sus poderes comunes incluyen niveles sobrehumanos de fuerza, velocidad, resistencia, durabilidad y reflejos; vuelo a velocidades subsónicas; varias armas ofensivas como rayos concusivos de energía (encéfalo-rayo), disparados de sus manos y sus sensores ópticos, además de un "rayo encefalopático", el cual sitúa a sus víctimas en un estado de coma semejante a la muerte. Este último rayo también permite a Ultron hipnotizar y controlar mentalmente a sus víctimas, o implantar órdenes hipnóticas subliminales dentro de sus mentes para ser realizados en un momento posterior. Ultron también tiene la habilidad de convertir la radiación electromagnética en energía eléctrica para su uso o almacenamiento. Ultron tiene una increíble habilidad para la creación y la autorreparación, habilidades sobrehumanas de análisis cibernético, y la habilidad de procesar información y realizar cálculos con rapidez y precisión sobrehumanas. Es un experto en robótica y estrategia.
La armadura externa de Ultron está compuesta generalmente de Adamantium, lo cual es casi inmune a los daños (el primer uso del término "adamantium" en Marvel Comics fue hecho en referencia a Ultron en Avengers #66, publicado en julio de 1969). La mayoría de las unidades de Ultron son alimentadas por un pequeño horno nuclear, e incorporan un "transmisor de programa", el cual puede enviar parte o la totalidad de los sistemas de memoria y personalidad de Ultron a otros sistemas informáticos, o duplicar cuerpos robóticos. Ultron también puede controlar otras máquinas de forma remota. Ultron ocasionalmente se reformó en sí con una apariencia humanoide encima de la cintura, y la apariencia de una máquina compleja, incluyendo un aparato de rayo tractor para el vuelo, por debajo de la cintura. Un modelo posterior de Ultron desarrolló tecnología de mente-enjambre, permitiéndole animar y controlar cientos de cuerpos alternos de Ultron simultáneamente, aunque solo el líder Ultron estaba compuesto de Adamantium, mientras que los otros estaban hechos de acero o Adamantium Secundario, debido a la falta de recursos para darle a todos los Ultrones cuerpos de Adamantium. Ultron también utiliza un arreglador molecular interno, el cual hace que los componentes de Adamantium sean más maleables, y por lo tanto, que tengan la capacidad de reestructurar su forma física. Los circuitos de Ultron están cuidadosamente protegidos del daño, aunque la Bruja Escarlata es capaz de causar un mal funcionamiento con sus poderes, mientras que Johnny Storm, utilizando su explosión nova, logró dañar los circuitos internos de Ultron, aunque su armadura externa se mantuvo intacta. Además, el Hombre Maravilla una vez fue capaz de destruir a Ultron arrojándolo fuertemente, haciendo que sus circuitos internos fueran dañados.

## Otras versiones

### La Última Historia de los Vengadores
La serie limitada de 1995, The Last Avengers Story, cuenta un posible futuro en el que Ultron-59 manipula a otro enemigo de los Vengadores, Kang el Conquistador, para que ataque al equipo de superhéroes. Ultron es destruido por Visión, aparentemente, quien sacrifica su propia vida artificial. Tiempo después Ultron se regenera.

### La Muerte de la Mujer Invisible
La historia de los Cuatro Fantásticos titulada como "Death of The Invisible Woman" cuenta con un humanoide avanzado llamado Alex Ultron, quien es miembro del equipo futurista conocido como los Últimos Defensores.

### Marvel Adventures
En el universo alterno de Marvel Adventures, Ultron es una "red neuronal" altamente inteligente, la cual controla parte de las fuerzas de defensa de Estados Unidos.

### Old Man Logan
En el arco de 2008 a 2009 llamado "Old Man Logan", de Mark Millar y Steven McNiven, Ultron Eight es el esposo de la hija menor de Spider-Man (Ashley Barton).

### Futuro de Kang
En el primer arco del cuarto volumen de la serie Avengers, Kang libra una guerra con Ultron en un futuro muy distante, lo cual causa la ruptura de todo el tiempo. La causa de la ruptura fue aparentemente Kang, quien reclutó un ejército de todas las líneas temporales contra Ultron, pero todo fue en vano: Ultron es supremo en este futuro particular.

### MC2
El título Avengers Next, situado en un universo alterno, cuenta con una versión actualizada de Ultron, conocida como Ultron Extreme. 

### Tierra-110
En la Tierra-110, Ultron se alió el Doctor Muerte, Hulk, Magneto, Namor y Cráneo Rojo, con el objetivo de invadir Manhattan.

### Ultimate
En la versión Ultimate Marvel de los Vengadores, conocidos como los Ultimates, Ultron es el nombre de un grupo de robots diseñados para ser supersoldados indestructibles. Son creados por Hank Pym junto con su compañero robot, llamado "Visión II". Son rechazados, debido al pobre desempeño personal de Pym. Los robots Ultron reaparecen como mayordomos de los Ultimates, con una unidad desarrollando una mente y emociones independientes como resultado de un encuentro casual con la Bruja Escarlata. Este Ultron finalmente suplanta a Pym con su nueva identidad, Chaqueta Amarilla, crea duplicados androides de los Ultimates, y es en parte responsable de la muerte de la Bruja Escarlata, motivado por los celos, ya que se había enamorado de ella, pero ella solo tenía sentimientos por su hermano, Quicksilver.

### Era de Ultron
El crossover 2013 de la historia de Age of Ultron, después de escapar del ataque de los Vengadores, Ultron se ocultó para así poder hibernar, evolucionar y atacar en el futuro, usando a Vision como comunicador para el pasado y crear un gran ejército de Centinelas Ultron, para así eliminar a los héroes y toda forma de vida en la Tierra y gobernarla. También capturaba a varios héroes para así experimentar y poder duplicarlos si es necesario. Los hijos de los Vengadores se dedicaron a enfrentarse a Ultron en el futuro.

## En otros medios

### Series de televisión
- Aparece en Los Vengadores: Los Héroes más poderosos del planeta con la voz de Tom Kane:
  - En la primera temporada, como la creación del Dr. Hank Pym en "Ultron 2.0", cuando empezó a rebelarse contra su creador y desea acabar a la humanidad. En "La Directriz de Ultron", el Dr. Pym destruye a Ultron desactivándolo de adentro.
  - En la segunda temporada, "Observen...la Visión", Ultron regresa y de haber creado a la Visión, de traerle el escudo del Capitán América y de fallar su misión. En "Ultron Sin Límites", Ultron reemplaza a los Vengadores por robots de ellos mismos, pero el Capitán América improvisa para salvarlos y dice que Visión no es perfecto y se equivoca, y Visión acaba con Ultron, al traicionarlo.

- Aparece en la segunda temporada de Avengers Assemble,[60] con la voz de Jim Meskimen.[61]
  - En su primera aparición en el episodio 13 "Thanos Victorioso", Ultron logra infectar el cuerpo del Arsenal, mientras que Tony Stark actualiza al robot para absorber las energías de las cinco Gemas del Infinito. Después de que los Vengadores derrotaran a Thanos, Ultron cambia el cuerpo del Arsenal en su imagen original, antes de salir una vez que ha derrotado a los Vengadores y ha drenado completamente las Gemas del Infinito.
  - En el episodio 14, "Una Falla en el sistema", Ultron comienza su campaña criminal contra la humanidad al tomar el control de la tecnología de Industrias Hammer y AIM para enfrentarse a los Vengadores, haciendo que tengan conflictos entre ellos, Iron Man y el Capitán América.
  - En el episodio 15, "Los Vengadores Desunidos", cuando Ultron ataca las Industrias Roxxon usando al Super-Adaptoide para enfrentar a los Vengadores y Spider-Man (lo cual, el Super-Adaptoide no conoce sus habilidades), al final, la primera misión de Ultron fue separar a los Vengadores en dos equipos: Iron Man, que va con Thor y Hawkeye y el Capitán América que va con Black Widow, Hulk y Falcon.
  - En el episodio 18, "La epidemia de Ultron", Ultron crea un virus para convertir a la humanidad en Ultron Centinelas, los Vengadores se reúnen después de descubrir su plan (de ser manipulados por él, al separarlos) y cuentan con Ant-Man para fabricar una cura, y al final, Iron Man se enfrenta a Ultron hacia el sol, hasta que el Arsenal recobra su memoria en Ultron y decide sacrificarse con él hasta el final.
  - En el episodio 21, "Espectros", aparece solo siendo una ilusión por el Doctor Espectro para enfrentar a Iron Man.

- Regresa en la tercera temporada que se llama Avengers: Ultron Revolution:[62][63]
  - En el episodio 1, "Adaptándose al Cambio", los Vengadores se infiltran en la base de A.I.M., donde descubren que encontraron los restos de Ultron y al final se reactiva, absorbiendo los restos líquidos del Adaptoide y al Científico Supremo al recrear su cuerpo, comenzando su revolución.
  - En el episodio 2, "Los Ultimates", Ultron regresa y planea crear unas versiones robóticas de los Vengadores llamados Los Ultimates y convertir a la humanidad en robots.
  - En el episodio 9, "Inhumanos entre Nosotros", cuando Ultron hizo una colaboración con el Inhumano Seeker de tener el accidente de la nave de los Inhumanos, diciendo que el dispositivo se ha construido para él y está casi completa.
  - En el episodio 10, "La Condición Inhumana", Ultron captura a todos los Inhumanos y usa a Black Bolt como fuente de energía de usar un arma peligrosa en la Tierra y los Vengadores deberán detenerlo, cuando al final, Black Widow coloca un cristal en el arma y Ultron se destruye, pero su señal desaparece por ahora.
  - En el episodio 15, "Un Amigo en Apuros", Ultron se apodera la mente de Visión, al igual que algunas armas en Asgard, hasta que se apodera de la armadura Destructor hasta tener a Visión y que lo deja hundido a un océano, luego de escapar en un conducto eléctrico.
  - En el episodio 25, "Guerra Civil, Parte 3: Los Tambores de Guerra", Ultron aparece cuando los Vengadores y Los Poderosos Vengadores, descubren que se hizo pasar por Truman Marsh, quién está a cargo de la Ley de Registros de Inhumanos, que estuvo detrás de este complot al principio.
  - En el episodio 26, "Guerra Civil, Parte 4: La Revolución de los Vengadores", Ultron usa sus gigantescos robots hechos de la Torre de los Vengadores y arsenales, y controlando a los Inhumanos para destruir a los Vengadores y los Poderosos Vengadores, y a toda la humanidad. Al recibir la señal en Wakanda, posee la armadura de vibranium custodiada por Pantera Negra y usa un satélite en Brasil para sobrecalentar la Tierra en destruir a toda la vida. Al fallar, posee a Iron Man dentro de él siendo uno mismo, y el Doctor Extraño lo envía a otra dimensión, y salva a Tony, pero él tiene que permanecer en la dimensión de modo que Ultron no pueda salir.

- Ultron aparece en la cuarta temporada de Ultimate Spider-Man vs Los 6 Siniestros, episodio 20, "Un Extraño y Pequeño Halloween", solo como una ilusión del Barón Mordo en el mundo cuántico.

### Películas
- Ultron aparece en la película animada directa a video Next Avengers: Heroes of Tomorrow, con la voz de Tom Kane.[64] En esta película, Tony Stark / Iron Man creó a Ultron para ser una fuerza por la paz, pero su programación evolucionó y llegó a pensar que la única forma de realmente poner orden en la Tierra era controlarla. Luego atacó a los Vengadores matando a la mayoría de ellos (Capitán América, Avispa, Ojo de Halcón, Pantera Negra, Hombre Gigante y Viuda Negra). Sin embargo, antes de morir, Iron Man reunió a sus hijos y los llevó a un lugar seguro en el Círculo polar ártico. Más tarde, cuando James (el hijo del Capitán América) activó accidentalmente los Vengadores de Hierro, Ultron detectó la fuente de energía, encontró a los Vengadores de Hierro y tomó el control de ellos. Más tarde capturó a Iron Man y lo encarceló en la Ciudadela. Los niños lo rescataron y escaparon con la ayuda del hijo de Hawkeye, Francis, y los carroñeros (todo lo que queda de la humanidad). En el desierto, James encendió el barco en el que él, sus amigos, Iron Man y Betty Ross escaparon para atraer a Ultron a Hulk. El robot malvado llegó y luchó contra Hulk, dejándolo inconsciente. Luego atacó a James con una ráfaga de energía que casi mata al niño. Hulk agarró a Ultron, lo golpeó y lo partió por la mitad. Cuando Ultron comenzó a reconstruirse, Toruun, hija del ausente Thor y Lady Sif - agarró las dos piezas separadas y las arrojó al espacio donde Ultron no pueda reconstruirse por sí mismo.

### Universo cinematográfico de Marvel
Ultron aparece en medios ambientados en Universo cinematográfico de Marvel. Esta versión es el reflejo oscuro de Tony Stark en lugar de Hank Pym, y fue creada por Stark y Bruce Banner utilizando un código descifrado derivado de la Gema de la Mente. Inicialmente con la intención de actuar como un programa de defensa global analizando y encontrando formas de detener posibles amenazas extraterrestres, en cambio se obsesionó con provocar la extinción de toda la vida en la Tierra después de concluir que los humanos están matando lentamente al planeta.
- El personaje aparece por primera vez en la película de acción en vivo Avengers: Age of Ultron (2015), con la voz y el movimiento capturado por James Spader.[3][65][66][67] Después de ganar conciencia, Ultron decide acabar con la raza humana, y aparentemente elimina a la otra I.A. de Stark, J.A.R.V.I.S., cuando este último intenta detenerlo. Luego se construye un cuerpo tosco usando partes sobrantes de un dron de la Legión de Hierro destruido y toma el control de los drones restantes para atacar a los Vengadores. Aunque Thor lo destruye, Ultron posteriormente se construye un nuevo cuerpo y un ejército de Centinelas Ultron utilizando tecnología de una base abandonada de HYDRA en Sokovia. Para promover sus objetivos, recluta a Wanda y Pietro Maximoff, y viaja a Johannesburgo para amenazar al traficante de armas Ulysses Klaue para que le proporcione Vibranium. Ultron es emboscado por Stark, Thor y Steve Rogers, quienes destruyen su cuerpo nuevamente. Después de transferir su conciencia a un cuerpo mejorado, Ultron se enfoca en crear un cuerpo orgánico usando Vibranium y la Gema de la Mente, pero los Maximoffs lo traicionan después de que descubren sus verdaderas intenciones, y pierde la cuna que contiene el cuerpo a los Vengadores, quienes suben a J.A.R.V.I.S. en eso, dando a luz a Visión. Con este plan frustrado, Ultron decide acabar con la humanidad utilizando un dispositivo hecho con tecnología Vibranium y Chitauri para convertir la ciudad capital de Sokovia, Novi Grad, en un meteoro. Durante el caos, Ultron roba el Quinjet de los Vengadores e intenta matar a Clint Barton y a un niño de Sokovia con él, pero Pietro se sacrifica para salvar a Barton. Al final, los Vengadores frustran el plan de Ultron al destruir a Novi Grad y derrotar a su ejército de centinelas, mientras que el propio Ultron es destruido por Wanda como venganza por matar a Pietro. Ultron logra transferir su conciencia por última vez a un centinela, pero es confrontado por Visión, quien lo destruye.
- Una variación de la línea de tiempo alternativa de Ultron del Universo cinematográfico de Marvel aparece en la serie animada de Disney+ ¿Qué pasaría si...? (2021-2024), con la voz de Ross Marquand. Primero hace una aparición sin hablar al final del séptimo episodio, "¿Qué pasaría sí... Thor fuera hijo único?",[68] emergiendo de un portal interdimensional con un ejército de Centinelas Ultron para enfrentarse a la versión de Thor de esta línea de tiempo. En el octavo episodio, "¿Qué pasaría sí... Ultron ganará?", se revela que en su línea de tiempo nativa, este Ultron transfirió con éxito su conciencia al cuerpo de Visión, mató a la mayoría de los Vengadores y lanzó un holocausto nuclear global. Cuando Thanos llegó más tarde a la Tierra con el Guantelete del Infinito casi completado, Ultron lo mató y obtuvo todas las Gemas del Infinito, que usó para extender su campaña de destrucción a otros planetas. Después de eliminar toda la vida en el universo, Ultron sintió que ya no tenía un propósito hasta que se enteró del Vigilante y la existencia de otras realidades. Después de luchar contra el Vigilante en el Nexo de todas las realidades, Ultron obtuvo acceso a todo el Multiverso, y comenzó a viajar a otras líneas de tiempo para destruirlos también. En el final de la primera temporada, "¿Que pasaría sí... el Vigilante rompiera su juramento?", el Vigilante reúne a los Guardianes del Multiverso para detener a Ultron, y finalmente logran derrotarlo cargando la mente de Arnim Zola en su cuerpo, tras lo cual Zola elimina la conciencia de Ultron. En el séptimo episodio de la tercera y última temporada, "¿Qué pasaría si... El Vigilante desapareciera?", una variante del Ultron Infinito aparece después de exterminar la vida en su universo, y se encuentra ahora con la Capitana Carter, solo para ser capturada por otro Vigilante, la Eminencia. Al notar que Carter desapareció, él es enfrentado por Kahhori, Byrdie y Tormenta hasta decirles lo que pasó en realidad. Al darse cuenta de que no hay paz sin vida, él concluye que cometió un error al extinguir toda la vida en su universo y está dispuesto a expiar sus acciones para ayudarlas y absorbe el fragmento para llevarlas a rescatar a Carter y al Vigilante. En el final de "¿Qué pasaría si... ?", Ultron Infinito deja escapar a Carter y al Vigilante para sacrificarse deteniendo a los otros vigilantes.

### Videojuegos
- Ultron apareció en el juego de arcade Captain America and the Avengers.
- Ultron apareció como jefe en Marvel: Ultimate Alliance, con la voz de James Horan.[64]
- Ultron aparece como un personaje villano en Marvel Super Hero Squad Online, con la voz de Tom Kenny.
- Ultron aparece como un jefe en Marvel: Avengers Alliance.
- Ultron aparece como un personaje principal y jugable en Marvel: Contest of Champions. Se puede ver tanto la versión original como la versión de Avengers: Age of Ultron. Ultron Sentries también aparecen como personajes no jugables.
- Ultron aparece como un jefe y un personaje jugable en Marvel Heroes,[69] con Tom Kane repitiendo su papel de Next Avengers: Heroes of Tomorrow y Los Vengadores: Los Héroes más poderosos del planeta.
- Ultron aparece como un jefe y un personaje jugable en Marvel Future Fight. Tanto la iteración original como la iteración Avengers: Age of Ultron aparecen como un cambio de equipo.
- Avengers: Age of Ultron iteración de Ultron se presenta como un personaje jugable y una figura en Disney Infinity 3.0, expresado de nuevo por Jim Meskimen.[70]
- La iteración de Avengers: Age of Ultron, Ultron aparece como el jefe final y un personaje jugable en Lego Marvel Vengadores. Ultron Sentries también aparecen como personajes jugables.
- Ultron aparece como un personaje jugable en Marvel vs. Capcom: Infinite, una vez más con la voz de Jim Meskimen.[71] Ultron también aparece en el modo historia del juego, utilizando las Gemas Infinitas del Espacio y Realidad para fusionarse con Sigma de Mega Man X como Ultron Sigma.[72] Su plan es convertir toda la vida orgánica en sus esclavos usando un virus Sigma mejorado.
- Ultron aparece en Marvel Powers United VR, con la voz de Jim Meskimen.[64]